# Schiermonnikoogs
Het Schiermonnikoogs (Eilauners) is het traditioneel door de bewoners van Schiermonnikoog gesproken dialect. Het behoort taalkundig tot het Westerlauwers Fries, maar wijkt daar zodanig van af, dat het slecht te verstaan is voor Friezen van de vaste wal. 

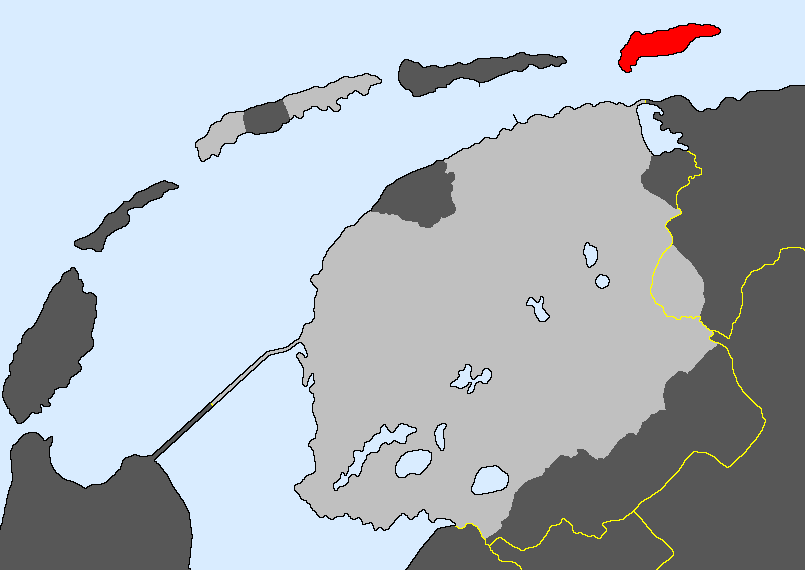
Verspreiding van het Schiermonnikoogs.

## Achtergrond
Schiermonnikoog ligt meer ten noorden van Groningen dan van Friesland, namelijk ten oosten van het Lauwersmeer. Daar lag voor 1500 de grens tussen Westerlauwers en Oosterlauwers Fries. Dit heeft zijn consequenties voor het dialect van Schiermonnikoog: woorden als jo en so voor zij (enk.) en zo tegenover het Standaarfriese hja en sa zijn van Oosterlauwerse origine. Ook is de woordenschat wat oostelijker gekleurd. Dit heeft sommige vroege onderzoekers ertoe gebracht dit dialect bij het Gronings in te delen. Het Gronings vertoont tegenwoordig echter meer Nedersaksische kenmerken dan Friese.
Een ander onderscheidend verschil met andere Friese dialecten is het ontbreken van verkleinwoorden: de voor eilander woningen karakteristieke voorhuisjes worden bijvoorbeeld aangeduid met "lytje hus" in plaats van "huske" zoals op de vaste wal. De meeste Ingweoonse (Noordzeegermaanse) talen kennen geen verkleinwoorden; het Engels alsmede de meeste Friese talen en dialecten ontberen ze. Het Westerlauwers Fries van de vaste wal kent ze echter wel.
Verregaandere verschillen zijn onder meer de geringere breking, sch- waar het Standaardfries sk- heeft (dit is Hollandse invloed en treedt op in meer Wadden-dialecten), consequente umlaut van oe/û in úe, frequente umlaut van oa in eu en verscheidene kleine, incidentele klinkerveranderingen. Dit resulteert in een 'zangerig' effect zoals dat ook in het Hindeloopers wordt aangetroffen. Ook heeft het dialect in principe het verschil tussen mannelijke en vrouwelijke woorden bewaard, al komt dat alleen terug bij voornaamwoorden en niet, zoals nog wel in het eveneens Oost-Friese Saterfries, in de lidwoorden.
Er zijn sinds de jaren vijftig regelmatig stukken gepubliceerd in het dialect, meest vertalingen, maar soms ook originele werken. Een aantal korte werken is gebundeld in het Schiermonnikeiger lôzbúek van D.Fokkema sr. Een lang werk is het evangelie van Matteüs. Ook zijn er een grammatica, een woordenlijst, en vrij recent twee woordenboeken verschenen. Al deze werken dienen voornamelijk als materiaal voor de vrij populaire cursussen Schiermonnikoogs die sinds de jaren zestig op het eiland worden gegeven.

## Sprekersaantallen sinds WOII
Het Schiermonnikoogs dialect is sinds de Tweede Wereldoorlog sterk in verval. Dit komt vooral door arbeidsimmigratie en in mindere mate door toerisme. Veel bewoners komen van de vastewal en spreken daardoor een ander Fries dialect of Gronings. Volgens veel berichten spreken nog maar 100 bewoners het dialect. Bij het bepalen van het aantal sprekers is het echter de vraag welk criterium gehandhaafd wordt: vermoedelijk spreekt een veel grotere groep mensen wel Fries met Schiermonnikoogse invloeden, maar houdt zich bijvoorbeeld niet meer aan de geslachtsregels.
De Reeks Nederlandse Dialectatlassen Friesland (1955) vermeldde nog dat circa 25% Schiermonnikoogs sprak en de overige 75% in ongeveer gelijke delen Fries van het vasteland, Gronings en Nederlands, allemaal 25%. In de jaren 50 was in het publieke leven Nederlands al de gebruikelijke voertaal. De taal van het schoolkind in Friesland (1956) gaf aan dat van de 100 schoolgaande kinderen op het eiland 20% Schiermonnikoogs sprak, 30% vastelands Fries (veelal import) terwijl circa 50% eentalig Nederlands was. In totaal spraken 57 van hen Nederlands, waarvan 51 eentalig Nederlands.
De Bosatlas van Friesland (2009) vermeldde dat 19% van de bevolking Schiermonnikoogs kon spreken. Van de 126 ondervraagden in de streektalenatlas 2014 op Schiermonnikoog gaf circa 25% aan (heel) goed Schiermonnikoogs te kunnen spreken. Nog eens 10% gaf aan vrij aardig Schiermonnikoogs te kunnen spreken. Circa 20% gaf aan het Schiermonnikoogs regelmatig tot altijd in het dagelijks leven te gebruiken. In de streektalenatlas van 2022 gaf van de 122 ondervraagden 15,6% aan (heel) goed Schiermonnikoogs te kunnen praten en 6,1% vrij aardig. 16,4% gebruikte de taal vaak tot heel vaak en 25,5% soms in het dagelijks leven. Van de respondenten die soms tot heel vaak het Schiermonnikoogs gebruikte, sprak slechts 5,9% Schiermonnikoogs met zijn of haar partner.

## Taalroute

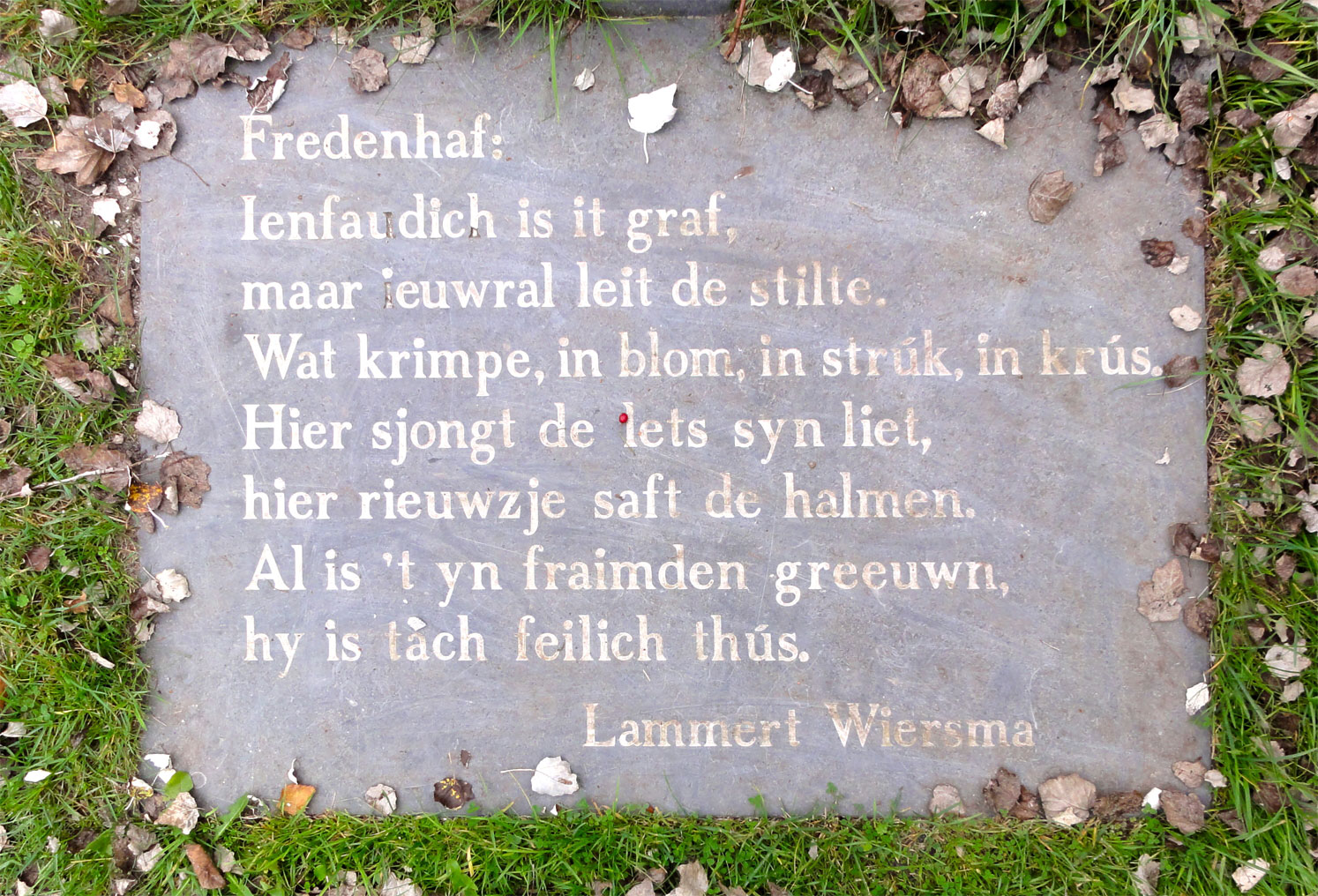
Het gedicht van Lammert Wiersma bij de Vredenhof

Op 10 april 2010 werd in Schiermonnikoog de Taalroute geopend. Op negen plaatsen op het eiland zijn tegels aangebracht met gedichten van drie dichters van Schiermonnikoog: Lammert Wiersma (1881-1980), Pita Grilk (1905-1980) en Jacob Fenenga (1888-1972). De route werd geopend met het in het Schiermonnikoogs zingen van "Hest it heersd, hest it heersd, wy bin ús taal nach net ferleersd!". De gedichten zijn onder meer te vinden bij de vuurtoren, bij de zeedijk, bij de Vredenhof en bij het monument voor mr.John Eric Banck.